# Triumph and Agony
Triumph and Agony (рус. «Триумф и агония») — четвёртый и последний студийный альбом западногерманской хеви-метал группы Warlock. Выпущен в сентябре 1987 года на лейблах Vertigo Records (в Европе) и Mercury Records (в США).
После выпуска этого альбома группа окончательно распалась. Вокалистка Warlock Доро Пеш впоследствии основала собственный проект Doro.

## Значение
В марте 2023 года группа авторов американского издания Rolling Stone включила песню «All We Are» данного альбома в список «100 величайших хеви-метал песен всех времён». В этом рейтинге она заняла 92-ю позицию, заметку о ней составил Адриан Бегранд.

## Список композиций
| №                   | Название                | Автор(ы)                              | Длительность |
| ------------------- | ----------------------- | ------------------------------------- | ------------ |
| 1.                  | «All We Are»            | Доро Пеш, Джоуи Балин                 | 3:19         |
| 2.                  | «Three Minutes Warning» | Доро Пеш, Джоуи Балин                 | 2:30         |
| 3.                  | «I Rule the Ruins»      | Доро Пеш, Джоуи Балин                 | 4:03         |
| 4.                  | «Kiss of Death»         | Доро Пеш, Нико Арванитис, Джоуи Балин | 4:04         |
| 5.                  | «Make Time for Love»    | Доро Пеш, Джоуи Балин                 | 4:45         |
| 6.                  | «East Meets West»       | Доро Пеш, Джоуи Балин                 | 3:34         |
| 7.                  | «Touch of Evil»         | Доро Пеш, Джоуи Балин                 | 4:18         |
| 8.                  | «Metal Tango»           | Доро Пеш, Нико Арванитис, Джоуи Балин | 4:24         |
| 9.                  | «Cold, Cold World»      | Доро Пеш, Нико Арванитис, Джоуи Балин | 4:01         |
| 10.                 | «Für Immer»             | Доро Пеш, Джоуи Балин                 | 4:12         |
| Общая длительность: | Общая длительность:     | Общая длительность:                   | 39:10        |

## Участники записи
- Доро Пеш — вокал
- Нико Арванитис — электрогитара
- Томми Болан — электрогитара
- Томми Хенриксен — бас-гитара
- Михаэль Эурих — ударные

Сессионные музыканты
- Кози Пауэлл — ударные

Технический персонал
- Грег Калби — мастеринг
- Джоуи Балин — продюсер
- Джеффри Джиллеспи — обложка

## Издания
Переиздание, выпущенное 31 января 2011 года, помимо 10 перечисленных выше композиций содержало 4 бонус-трека.
- East Meets West (Live) (03:46)
- Angels with Dirty Faces (03:58)
- Under the Gun (03:51)
- Something Wicked This Way Comes (05:17)

## Чарты
| Год  | Чарт                             | Место |
| ---- | -------------------------------- | ----- |
| 1987 | Billboard 200 (Северная Америка) | 80    |
| 1987 | UK Albums Chart                  | 54    |
| 1987 | German Albums Chart              | 23    |
| 1987 | Swiss Albums Chart               | 30    |

## Сертификации
| Страна   | Организация | Продажи (Статус)   |
| Германия | BVMI        | Золото (+ 250,000) |